# Leytonstone (London Underground)

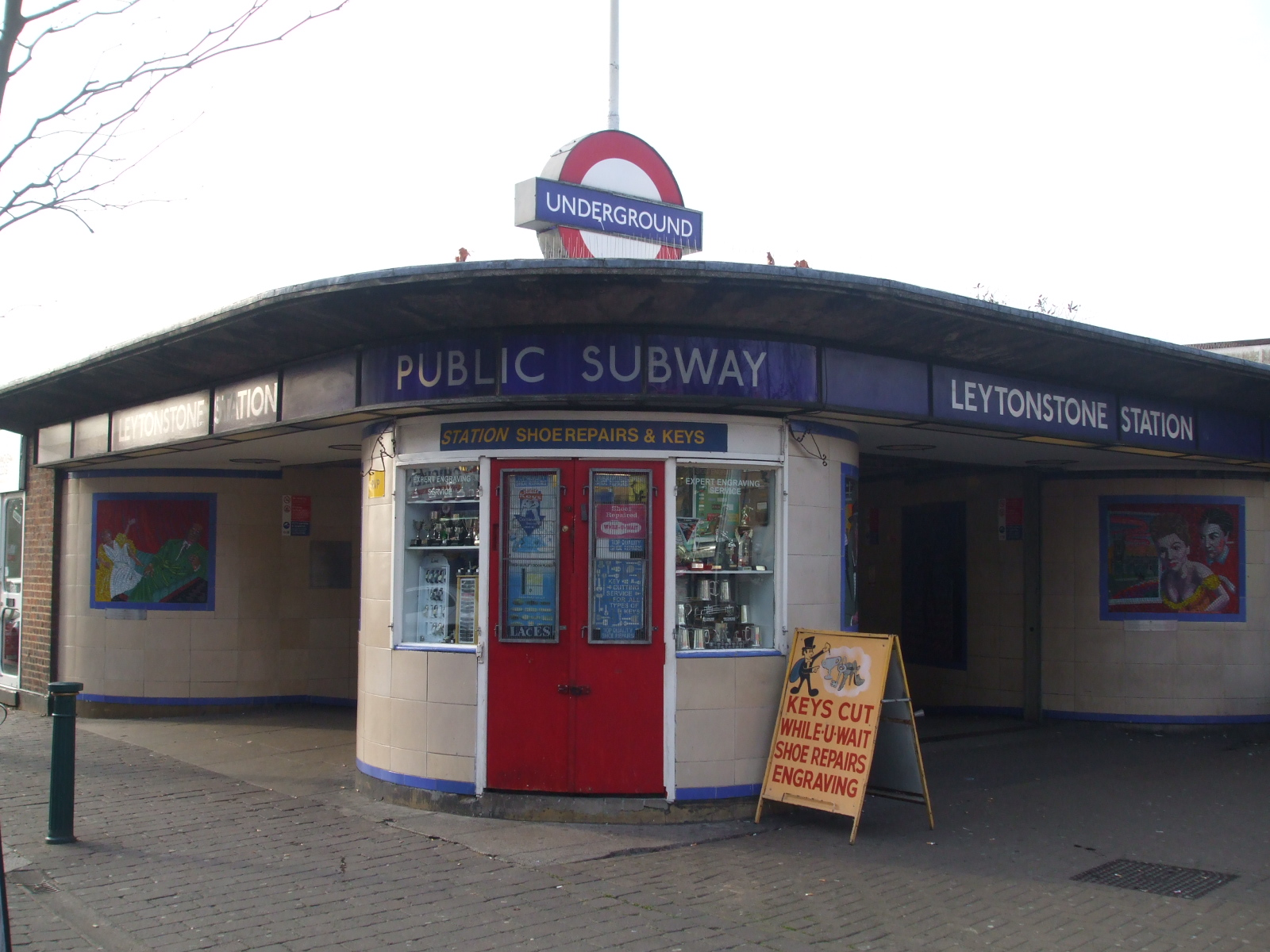
Stationsgebäude

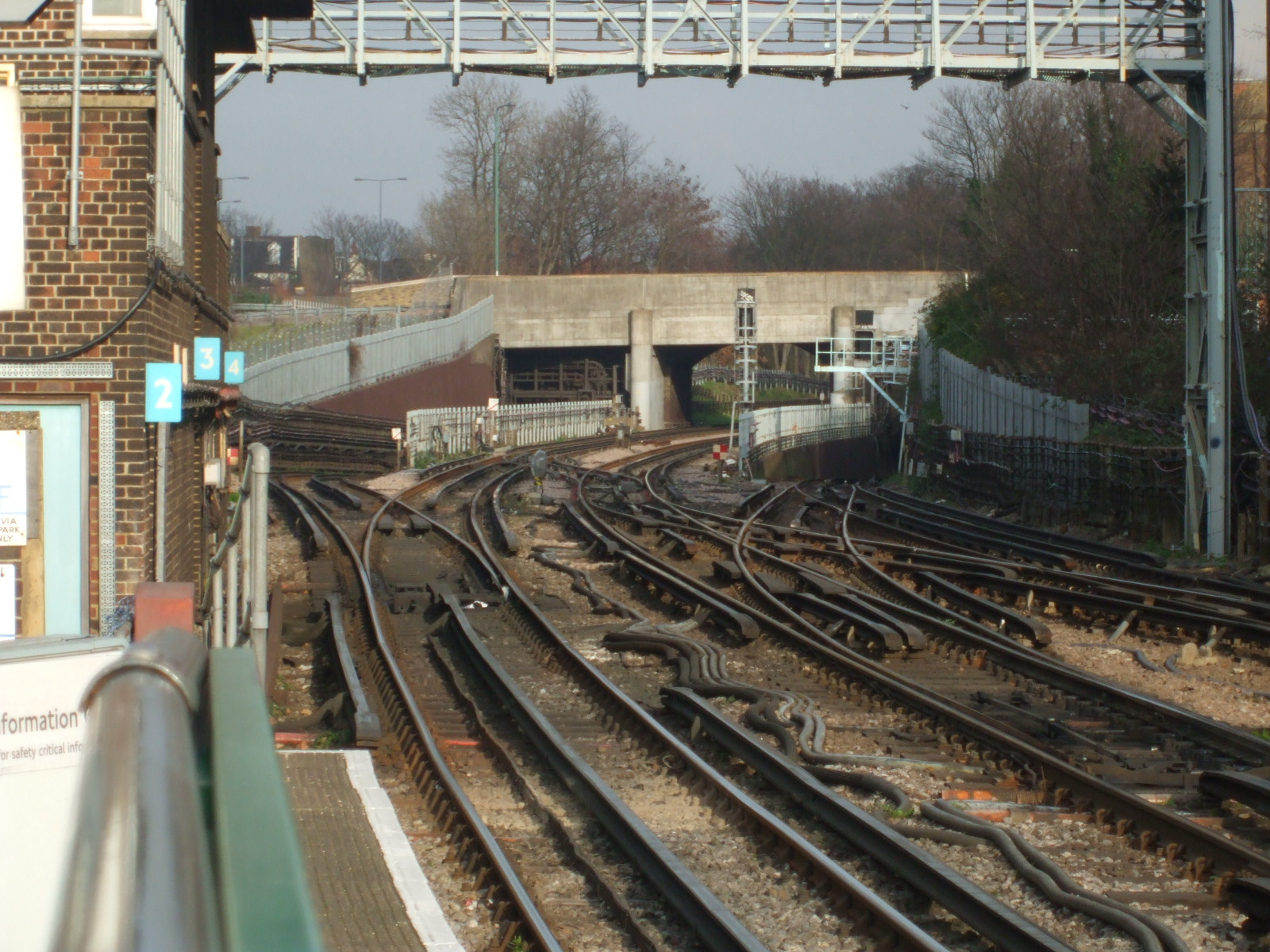
Verzweigung der Strecken nach Epping (Mitte) und Hainault (links und rechts)

Leytonstone ist eine oberirdische Station der London Underground im Stadtbezirk London Borough of Waltham Forest. Sie liegt an der Grenze der Travelcard-Tarifzonen 3 und 4, an der Church Lane und parallel zur Schnellstraße A12. Im Jahr 2014 nutzten 11,05 Millionen Fahrgäste diese von der Central Line bediente Station.
Die Central Line verzweigt sich hier in zwei Streckenäste nach Epping und Hainault. Eine Besonderheit sind 17 Mosaiken, die Szenen aus verschiedenen Alfred-Hitchcock-Filmen darstellen. Diese wurden vom Greenwich Mural Workshop gestaltet und am 3. Mai 2001 feierlich der Öffentlichkeit präsentiert. Hitchcock war 1899 in Leytonstone, in unmittelbarer Nähe zur Station, geboren worden.

## Geschichte
Die Eröffnung der Station erfolgte am 22. August 1856 durch die Eastern Counties Railway (ECR), als Teil der neu erbauten Strecke von Stratford nach Loughton, die neun Jahre später bis Ongar verlängert wurde. Ab 1862 gehörte sie zum Streckennetz der Great Eastern Railway, ab 1923 zu jenem der London and North Eastern Railway (LNER).
Im Rahmen des New Works Programme wurde beschlossen, die nordöstlichen Vorortslinien der LNER an die Central Line zu übertragen. Diese Maßnahme beinhaltete die Elektrifizierung der Strecke nach Epping und den Bau einer neuen Strecke unter der Eastern Avenue in Richtung Newbury Park. Die Station Leytonstone wurde grundlegend umgebaut und die niveaugleiche Straßenkreuzung an der Church Lane durch eine Fußgängerbrücke ersetzt. In Leytonstone hielten erstmals am 5. Mai 1947 U-Bahn-Züge der Central Line. Während einiger Monate war hier Endstation; Fahrgäste in Richtung Epping mussten zunächst in dampfbetriebene Pendelzüge umsteigen. Diese betriebliche Situation endete mit der Aufnahme des U-Bahn-Betriebs in Richtung Newbury Park und Woodford am 14. Dezember 1947.